# Farnborough (Hampshire)
Farnborough è un centro abitato di 65 034 abitanti, sede del municipio di Rushmoor nell'Hampshire, in Inghilterra.
È sede della Mostra internazionale e esposizione di volo di Farnborough.

## Amministrazione

### Gemellaggi
- Oberursel, Germania
- Meudon, Francia
- Sulechów, Polonia

## Infrastrutture e trasporti
Farnborough si trova vicino alle uscite 4 e 4a dell'autostrada M3. La strada A325 entra in città da Frimley a nord e prosegue verso Aldershot a sud. La strada A331 corre da nord a sud lungo il lato est della città.
Farnborough è servita da tre stazioni ferroviarie, la più trafficata delle quali è la stazione di Farnborough (Main) sulla South Western Main Line da Londra Waterloo a Basingstoke e oltre. La stazione di Farnborough North e la stazione di North Camp si trovano entrambe sulla North Downs Line tra Reading e Gatwick.
L'aeroporto di Farnborough dal 2003 è dedicato all'aviazione generale ed è operato dalla TAG Aviation. La mostra internazionale e esposizione di volo di Farnborough si tiene presso l'aeroporto con cadenza biennale, negli anni pari.